# دلفوز (کالیفرنیا)
دلفوز (به انگلیسی: Delphos) یک منطقهٔ مسکونی در ایالات متحده آمریکا است که در شهرستان کولوزا، کالیفرنیا واقع شده‌است. دلفوز ۲۳ متر بالاتر از سطح دریا واقع شده‌است.